# Barão de Almeirim
Barão de Almeirim é um título nobiliárquico criado por D. Maria II de Portugal, por Decreto de 23 de Outubro de 1837, em favor de Manuel Nunes Freire da Rocha.

## Barão de Almeirim (1837)

### Titulares
1. Manuel Nunes Freire da Rocha, 1.º Barão de Almeirim;
2. Manuel Nunes Braamcamp Freire, 2.º Barão de Almeirim;
3. Manuel Braamcamp Freire, 3.º Barão de Almeirim.

Após a Implantação da República Portuguesa, e com o fim do sistema nobiliárquico, usou o título: 
1. Carlos Braamcamp Freire, 4.º Barão de Almeirim.

### Armas
Um escudo com as armas dos Freires — em campo verde uma banda vermelha coticada de oiro, saindo das bocas de duas serpes do mesmo metal, armadas de sanguinho. — Timbre, dois pescoços de serpes tambem de oiro, torcidos um com o outro voltados em fugida, armados de sanguinho, e por differença uma brica de prata com um besante azul.